# 東久方町
東久方町（ひがしひさかたちょう）は、群馬県桐生市の町名。現行行政地名は東久方町一丁目から東久方町三丁目。郵便番号は376-0053。

## 地理
桐生市の中部に位置する。西久方町・天神町・平井町とともに桐生市第十区に属する。
東部は桐生川を境として菱町に、東南部は東一丁目に、南部は仲町に、西部は本町に、西北部から北部にかけて天神町にそれぞれ接する。
中通りが通じており、町内北部が一丁目、中部が二丁目、南部が三丁目となっている。旧金谷レース工業、旧住善織物工場、金子織物など多数のノコギリ屋根工場がある。旧金谷レース工業と金子織物及び金子家住宅は、国登録有形文化財となっている。

## 歴史
かつての下久方村の一部にあたる。1889年（明治22年）の町村制施行により、桐生新町、新宿村、安楽土村、下久方村、上久方村平井が合併して桐生町が発足、下久方村は桐生町の大字の一つとなる。1921年（大正10年）の市制施行を経て、1929年（昭和4年）に大字が廃止され現在の町名である「東久方町」となった。

## 世帯数と人口
2022年（令和4年）1月31日現在の世帯数と人口は以下の通りである。
| 丁目           | 世帯数  | 人口  |
| -------------- | ------- | ----- |
| 東久方町一丁目 | 150世帯 | 287人 |
| 東久方町二丁目 | 188世帯 | 360人 |
| 東久方町三丁目 | 78世帯  | 161人 |
| 計             | 416世帯 | 808人 |

## 小・中学校の学区
市立小・中学校に通う場合、学区は以下の通りとなる。
| 丁目           | 番地 | 小学校           | 中学校             |
| -------------- | ---- | ---------------- | ------------------ |
| 東久方町一丁目 | 全域 | 桐生市立北小学校 | 桐生市立清流中学校 |
| 東久方町二丁目 | 全域 | 桐生市立北小学校 | 桐生市立清流中学校 |
| 東久方町三丁目 | 全域 | 桐生市立北小学校 | 桐生市立清流中学校 |

## 交通

### 鉄道
町内に鉄道駅はない。

### 道路
町内に国道・県道は通っていない。

## 施設
- 群馬大学 桐生キャンパス 体育館
- 大蔵院

## 避難所
- 北公民館（洪水災害、土砂災害、内水氾濫時の緊急避難場所及び指定避難所）[9]